# Oddone di Rigaud
Oddone di Rigaud (Brie-Comte-Robert, tra il 1200 e il 1215 – Gaillon, 2 luglio 1275) è stato un arcivescovo cattolico, teologo e militare francese.

## Biografia
Oddone di Rigaud è nato a Brie-Comte-Robert tra il 1200 e il 1215.
Nel 1236 è già francescano; nel 1245 diventa magister regens e tre anni dopo viene eletto arcivescovo di Rouen, la cui attività diocesana annoterà nel diario Regestum visitationum, uno dei primi resoconti di una visita pastorale. Consigliere negli affari di stato di re Luigi IX, seguirà lo stesso in Tunisia nella crociata del 1270 dove assisterà alla sua morte. Tornato a Rouen Gregorio X gli affida l'organizzazione di una nuova spedizione.

## Opere e pensiero
La sua attività letteraria è limitata al genere della lectio e della disputatio legata all'attività del magistero; in entrambe, però, si rivela un innovatore. Rispetto alla lectio egli non si limita alla semplice raccolta di glosse, ma essa assume già i caratteri di un'esposizione personale di tutta la materia teologica. Naturalmente il suo carattere dialettico trova migliore espressione nella forma letteraria della disputatio, ove è maggiormente libero l'incedere argomentativo. Le sue Quaestiones disputatae sono redatte in modo da costituire un tutto organico, sviluppando una serie di passaggi che seguono l'andamento del testo di riferimento, il Liber sententiarum del Lombardo.

### Sulla teologia
Oddone afferma la necessità del metodo razionale dialettico anche in teologia. Per lui questo non è solo compatibile, bensì necessario poiché permette di rendere intelligibile ciò che è credibile (da creitum allo scitum) con il doppio vantaggio di rafforzare l'impalcatura concettuale della teologia e di rendere comprensibili al credente le verità di fede al fine di rinsaldarle. L'atto di fede stessa è per Oddone una particolare forma di razionalità, particolare perché i principi di verità che essa conosce si palesano nelle eccezionali condizioni della rivelazione e dei segni della grazia. La teologia è quindi una scienza composita poiché in essa partecipano sia Dio che l'uomo: da ciò discende la conseguenza fondamentale che essa debbe utilizzare non solo le necessarie vie dell'evidenza dei messaggi della rivelazione, ma altresì il procedere deduttivo della scienza aristotelica.

### L'epistemologia teologica
Rispetto al modello di scienza aristotelico, Oddone sottolinea che esso sarebbe solamente limitato per la realizzazione dell'obiettivo della scienza teologica. Lo Stagirita aveva infatti affermato negli Analitici secondi che i caratteri di necessità, unità ed universalità tipici del modello scientifico escludessero l'applicazione della ricerca alla singolarità per i suoi caratteri opposti di molteplicità, contingenza e individualità. Ora, questo modello si rivelerebbe inapplicabile alla singolarità delle verità e degli accadimenti del cammino di redenzione. Nell'ottica cristiana queste singolarità trascendono la dimensione contingente e naturale poiché rappresentano segni della verità assoluta da valutare simbolicamente sotto la condizione illuminante della Rivelazione.
Il secondo impedimento del modello aristotelico è ricavato dalla distinzione tra teoretico e pratico, rinviante a due attività distinte dell'intelletto: poiché la teologia non ammette la conoscenza delle verità divine e del cammino redentivo se non come atto totale, sarebbe il modello aristotelico rimarrebbe inapplicabile perché estrometterebbe dalla scienza teologica non poco della natura umana.
Il superamento tra teorico e pratico da parte di Oddone si basa su una concezione volitiva dell'atto razionale che lo rende olistico dal principio al completamento. Egli si concentra sulla dimensione intenzionale (intentio), nella quale l'uomo stabilisce la sua relazione esistenziale con l'oggetto mentale del conoscere. Questa relazione investe l'esistenza in ogni suo aspetto per cui l'atto razionale è sempre ed insieme etico e conoscitivo. Nell'atto razionale guidato dall'intentio si svolge un processo dinamico nel quale ogni capacità (vires) entra in relazione con gli oggetti del conoscere gerarchizzandone i fini. Cade, in questo modello di razionalità e della scienza da esso promossa, ogni distinzione epistemica e protocollare tra razionalita e a-razionalità, teorico e pratico, particolare ed universale.
Di questa rinnovata unità del sapere è detentore il teologo il cui fine conoscitivo è ciò che di massimamente unito universale e assoluto si possa conoscere, Dio. I caratteri epistemici della teologia si rivelano, così, in armonia ai caratteri propri dell'oggetto dei suoi interessi.
La teologia acquisisce il titolo di scienza poiché essa procede argomentativamente rispetto a verità massime. Tuttavia essa rimane scienza in senso generale poiché non ricava da sé i propri principi ma li riceve dall'esterno (rivelazione). A conseguenza di ciò essa acquista però il carattere di sapientia in quanto, in armonia con il modello greco, essa è conoscenza pura degli universali: sapienza immediata nella mente di Dio che si riflette analogicamente nel sapere teologico.

## Genealogia episcopale e successione apostolica
La genealogia episcopale è:
- Papa Innocenzo IV
- Arcivescovo Oddone di Rigaud, O.F.M.

La successione apostolica è:
- Vescovo Foulques d'Astin (1250)
- Vescovo Thomas d'Aulnou (1258)
- Cardinale Raoul de Grosparmy (1259)
- Vescovo Jean d'Essey (1261)
- Vescovo Raoul de Chevrières (1263)
- Vescovo Eudes de Lorry (1263)
- Vescovo Guy du Merle (1266)